# Ambam
Ambam – miasto w Kamerunie, w Regionie Południowym, stolica departamentu Valée-du-Ntem. Liczy około 8,6 tys. mieszkańców.
Mieszkańcy mówią w językach fang ntumu oraz mvai. Miasto leży w pobliżu granicy z Gabonem i Gwineą Równikową.
Przez miasto przebiega Droga Krajowa nr 2. W mieście znajduje się lokalne lotnisko.